# Barry White/Diskografie
Diese Diskografie ist eine Übersicht über die musikalischen Werke des US-amerikanischen Soulsängers und Musikproduzenten Barry White. Den Quellenangaben zufolge verkaufte er bisher mehr als 100 Millionen Tonträger und gilt damit als einer der erfolgreichsten Einzelinterpreten aller Zeiten. Seine erfolgreichste Veröffentlichung ist das Album The Ultimate Collection mit über 6,2 Millionen verkauften Einheiten.

## Alben

### Studioalben
| Jahr | Titel                                  | Höchstplatzierung, Gesamtwochen, AuszeichnungChartplatzierungen (Jahr, Titel, Platzierungen, Wochen, Auszeichnungen, Anmerkungen) | Höchstplatzierung, Gesamtwochen, AuszeichnungChartplatzierungen (Jahr, Titel, Platzierungen, Wochen, Auszeichnungen, Anmerkungen) | Höchstplatzierung, Gesamtwochen, AuszeichnungChartplatzierungen (Jahr, Titel, Platzierungen, Wochen, Auszeichnungen, Anmerkungen) | Höchstplatzierung, Gesamtwochen, AuszeichnungChartplatzierungen (Jahr, Titel, Platzierungen, Wochen, Auszeichnungen, Anmerkungen) | Höchstplatzierung, Gesamtwochen, AuszeichnungChartplatzierungen (Jahr, Titel, Platzierungen, Wochen, Auszeichnungen, Anmerkungen) | Anmerkungen                                                                                 |
| Jahr | Titel                                  | DE | AT | CH | UK | US | Anmerkungen                                                                                 |
| ---- | -------------------------------------- | --- | --- | --- | --- | --- | ------------------------------------------------------------------------------------------- |
| 1973 | I’ve Got so Much to Give               | — | — | — | — | US16 Gold · (63 Wo.)US | Erstveröffentlichung: 27. März 1973                                                         |
| 1973 | Stone Gon’                             | DE42 (1 Wo.)DE | — | — | UK18 Gold · (18 Wo.)UK | US20 Gold · (37 Wo.)US | Erstveröffentlichung: 2. Oktober 1973                                                       |
| 1973 | Rhapsody in White                      | — | — | — | UK— SilberUK | — | Erstveröffentlichung: 1973 The Love Unlimited Orchestra arranged & conducted by Barry White |
| 1974 | Can’t Get Enough                       | DE5 (10 Wo.)DE | AT4 (24 Wo.)AT | — | UK4 Gold · (34 Wo.)UK | US1 Gold · (38 Wo.)US | Erstveröffentlichung: 6. August 1974 Platz 281 der Rolling-Stone-500                        |
| 1975 | Just Another Way to Say I Love You     | DE17 (5 Wo.)DE | — | — | UK12 Silber · (15 Wo.)UK | US17 Gold · (17 Wo.)US | Erstveröffentlichung: 25. März 1975                                                         |
| 1976 | Let the Music Play                     | DE40 (2 Wo.)DE | — | — | UK22 Silber (1976) + Silber (2020) · (14 Wo.)UK                                                                                   | US42 (15 Wo.)US | Erstveröffentlichung: 2. Januar 1976                                                        |
| 1976 | Is This Whatcha Wont?                  | — | — | — | UK— SilberUK | US125 (9 Wo.)US | Erstveröffentlichung: 30. November 1976                                                     |
| 1977 | Barry White Sings for Someone You Love | — | — | — | — | US8 Platin · (33 Wo.)US | Erstveröffentlichung: 30. August 1977                                                       |
| 1978 | The Man                                | — | — | — | UK46 (4 Wo.)UK | US36 Platin · (28 Wo.)US | Erstveröffentlichung: September 1978                                                        |
| 1979 | The Message Is Love                    | — | — | — | — | US67 Gold · (9 Wo.)US | Erstveröffentlichung: März 1979                                                             |
| 1979 | I Love to Sing the Songs I Sing        | — | — | — | — | US132 (6 Wo.)US | Erstveröffentlichung: Juli 1979                                                             |
| 1980 | Sheet Music                            | — | — | — | — | US85 (11 Wo.)US | Erstveröffentlichung: 1980                                                                  |
| 1981 | Barry & Glodean                        | — | — | — | — | — | Erstveröffentlichung: 1981 mit Glodean White                                                |
| 1981 | Beware!                                | — | — | — | — | — | Erstveröffentlichung: 1981                                                                  |
| 1982 | Change                                 | — | — | — | — | US148 (6 Wo.)US | Erstveröffentlichung: 1982                                                                  |
| 1983 | Dedicated                              | — | — | — | — | — | Erstveröffentlichung: 1983                                                                  |
| 1987 | The Right Night & Barry White          | — | — | — | UK74 (6 Wo.)UK | US159 (17 Wo.)US | Erstveröffentlichung: 24. September 1987                                                    |
| 1989 | The Man Is Back!                       | — | — | — | — | US143 (12 Wo.)US | Erstveröffentlichung: 24. August 1989                                                       |
| 1991 | Put Me in Your Mix                     | — | — | — | — | US96 (10 Wo.)US | Erstveröffentlichung: 8. Oktober 1991                                                       |
| 1994 | The Icon Is Love                       | DE91 (3 Wo.)DE | — | — | UK44 (3 Wo.)UK | US20 ×2Doppelplatin · (46 Wo.)US                                                                                                  | Erstveröffentlichung: 4. Oktober 1994                                                       |
| 1999 | Staying Power                          | DE60 (10 Wo.)DE | — | — | — | US43 Gold · (19 Wo.)US | Erstveröffentlichung: 27. Juli 1999                                                         |

grau schraffiert: keine Chartdaten aus diesem Jahr verfügbar

### Kompilationen
| Jahr | Titel                                  | Höchstplatzierung, Gesamtwochen, AuszeichnungChartplatzierungen (Jahr, Titel, Platzierungen, Wochen, Auszeichnungen, Anmerkungen) | Höchstplatzierung, Gesamtwochen, AuszeichnungChartplatzierungen (Jahr, Titel, Platzierungen, Wochen, Auszeichnungen, Anmerkungen) | Höchstplatzierung, Gesamtwochen, AuszeichnungChartplatzierungen (Jahr, Titel, Platzierungen, Wochen, Auszeichnungen, Anmerkungen) | Höchstplatzierung, Gesamtwochen, AuszeichnungChartplatzierungen (Jahr, Titel, Platzierungen, Wochen, Auszeichnungen, Anmerkungen) | Höchstplatzierung, Gesamtwochen, AuszeichnungChartplatzierungen (Jahr, Titel, Platzierungen, Wochen, Auszeichnungen, Anmerkungen) | Anmerkungen                                   |
| Jahr | Titel                                  | DE | AT | CH | UK | US | Anmerkungen                                   |
| ---- | -------------------------------------- | --- | --- | --- | --- | --- | --------------------------------------------- |
| 1975 | Barry White’s Greatest Hits            | — | — | — | UK11 Gold · (36 Wo.)UK | US23 Platin · (25 Wo.)US | Erstveröffentlichung: 1975                    |
| 1977 | Barry White’s Greatest Hits Vol. 2     | — | — | — | UK17 (7 Wo.)UK | — | Erstveröffentlichung: 1977                    |
| 1985 | Heart and Soul                         | — | — | — | UK34 Silber · (10 Wo.)UK | — | Erstveröffentlichung: 1985                    |
| 1987 | Barry’s Gold                           | DE12 (10 Wo.)DE | — | — | — | — | Erstveröffentlichung: 1987 mit Love Unlimited |
| 1988 | The Collection                         | — | — | CH— GoldCH | UK5 ×5Fünffachplatin · (128 Wo.)UK                                                                                                | — | Erstveröffentlichung: 1988                    |
| 1999 | The Ultimate Collection                | DE35 Platin · (35 Wo.)DE | AT19 (11 Wo.)AT | CH73 Gold · (18 Wo.)CH | — | US148 Platin · (4 Wo.)US | Erstveröffentlichung: 22. November 1999       |
| 2003 | The Best Of: The Millennium Collection | — | — | — | — | US78 (55 Wo.)US | Erstveröffentlichung: 19. August 2003         |
| 2003 | Love Songs                             | — | AT59 (3 Wo.)AT | CH92 (1 Wo.)CH | UK21 Gold · (3 Wo.)UK | — | Erstveröffentlichung: 2003                    |
| 2005 | Gold: The Very Best Of                 | — | — | CH94 (1 Wo.)CH | UK37 Silber · (7 Wo.)UK | — | Erstveröffentlichung: 7. November 2005        |

grau schraffiert: keine Chartdaten aus diesem Jahr verfügbar
Weitere Kompilationen
- 1993: Soul Seduction (UK: Gold)
- 1994: All-Time Greatest Hits (UK: Gold, US: ×2Doppelplatin )
- 2002: The Heart and Soul of (UK: Silber)
- 2008: Triple Best Of
- 2010: Icon
- 2018: Love's Theme - The Best Of The 20th Century Records Singles (1973-1979)

## Singles

### Als Leadmusiker
| Jahr | Titel Album                                                                      | Höchstplatzierung, Gesamtwochen, AuszeichnungChartplatzierungen (Jahr, Titel, Album, Platzierungen, Wochen, Auszeichnungen, Anmerkungen) | Höchstplatzierung, Gesamtwochen, AuszeichnungChartplatzierungen (Jahr, Titel, Album, Platzierungen, Wochen, Auszeichnungen, Anmerkungen) | Höchstplatzierung, Gesamtwochen, AuszeichnungChartplatzierungen (Jahr, Titel, Album, Platzierungen, Wochen, Auszeichnungen, Anmerkungen) | Höchstplatzierung, Gesamtwochen, AuszeichnungChartplatzierungen (Jahr, Titel, Album, Platzierungen, Wochen, Auszeichnungen, Anmerkungen) | Höchstplatzierung, Gesamtwochen, AuszeichnungChartplatzierungen (Jahr, Titel, Album, Platzierungen, Wochen, Auszeichnungen, Anmerkungen) | Anmerkungen                                                |
| Jahr | Titel Album                                                                      | DE | AT | CH | UK | US | Anmerkungen                                                |
| ---- | -------------------------------------------------------------------------------- | --- | --- | --- | --- | --- | ---------------------------------------------------------- |
| 1973 | I’m Gonna Love You Just a Little More Baby I’ve Got so Much to Give              | — | — | — | UK23 (7 Wo.)UK | US3 Gold · (18 Wo.)US | Erstveröffentlichung: 27. Februar 1973                     |
| 1973 | I’ve Got so Much to Give                                                         | — | — | — | — | US32 (11 Wo.)US | Erstveröffentlichung: 17. Juni 1973                        |
| 1973 | Never, Never Gonna Give Ya Up Stone Gon’                                         | — | — | — | UK14 (11 Wo.)UK | US7 Gold · (18 Wo.)US | Erstveröffentlichung: 7. Oktober 1973                      |
| 1974 | Honey Please, Can’t Ya See Stone Gon’                                            | — | — | — | — | US44 (7 Wo.)US | Erstveröffentlichung: Januar 1974                          |
| 1974 | Can’t Get Enough of Your Love, Babe Can’t Get Enough                             | DE25 (8 Wo.)DE | — | — | UK8 Silber · (12 Wo.)UK | US1 Gold · (12 Wo.)US | Erstveröffentlichung: Juli 1974                            |
| 1974 | You’re the First, the Last, My Everything Can’t Get Enough                       | DE9 (21 Wo.)DE | AT7 (16 Wo.)AT | CH7 (7 Wo.)CH | UK1 Platin · (14 Wo.)UK | US2 Gold · (15 Wo.)US | Erstveröffentlichung: Oktober 1974                         |
| 1975 | What Am I Gonna Do with You Just Another Way to Say I Love You                   | DE17 (12 Wo.)DE | AT11 (8 Wo.)AT | — | UK5 (8 Wo.)UK | US8 (11 Wo.)US | Erstveröffentlichung: 6. März 1975                         |
| 1975 | I’ll Do for You Anything You Want Me To Just Another Way to Say I Love You       | DE36 (2 Wo.)DE | AT19 (4 Wo.)AT | — | UK20 (6 Wo.)UK | US40 (7 Wo.)US | Erstveröffentlichung: 19. Mai 1975                         |
| 1975 | Let the Music Play                                                               | DE30 (5 Wo.)DE | — | — | UK9 (8 Wo.)UK | US32 (9 Wo.)US | Erstveröffentlichung: November 1975                        |
| 1976 | You See the Trouble with Me Let the Music Play                                   | DE14 (12 Wo.)DE | — | — | UK2 Silber · (10 Wo.)UK | — | Erstveröffentlichung: 3. Februar 1976                      |
| 1976 | Baby, We Better Try to Get It Together Let the Music Play                        | — | — | — | UK15 (7 Wo.)UK | US92 (2 Wo.)US | Erstveröffentlichung: 14. Juli 1976                        |
| 1976 | Don’t Make Me Wait Too Long Is This Whatcha Wont?                                | — | — | — | UK17 (8 Wo.)UK | — | Erstveröffentlichung: 31. Oktober 1976                     |
| 1977 | I’m Qualified to Satisfy You Is This Whatcha Wont?                               | — | — | — | UK37 (5 Wo.)UK | — | Erstveröffentlichung: Januar 1977                          |
| 1977 | Oh What a Night for Dancing Barry White Sings for Someone You Love               | — | — | — | — | US24 (11 Wo.)US | Erstveröffentlichung: 24. März 1977 Charteinstieg US: 1978 |
| 1977 | It’s Ecstasy When You Lay Down Next to Me Barry White Sings for Someone You Love | — | — | — | UK40 (3 Wo.)UK | US4 Gold · (22 Wo.)US | Erstveröffentlichung: Juli 1977                            |
| 1978 | Your Sweetness Is My Weakness The Man                                            | — | — | — | — | US60 (9 Wo.)US | Erstveröffentlichung: August 1978                          |
| 1978 | Just the Way You Are The Man                                                     | — | — | — | UK12 Silber · (12 Wo.)UK | — | Erstveröffentlichung: 7. Dezember 1978                     |
| 1979 | Sha La La Means I Love You The Man                                               | — | — | — | UK55 (6 Wo.)UK | — | Erstveröffentlichung: 1979                                 |
| 1987 | Sho’ You Right The Right Night & Barry White                                     | — | — | — | UK14 (8 Wo.)UK | — | Erstveröffentlichung: 19. Mai 1987                         |
| 1987 | For Your Love (I’ll Do Most Anything) The Right Night & Barry White              | — | — | — | UK94 (1 Wo.)UK | — | Erstveröffentlichung: 2. November 1987                     |
| 1988 | Never, Never Gonna Give Ya Up (Paul Hardcastle Remix) –                          | — | — | — | UK63 (3 Wo.)UK | — | Erstveröffentlichung: 1988                                 |
| 1994 | Practice What You Preach The Icon Is Love                                        | — | — | — | UK20 (4 Wo.)UK | US18 Gold · (21 Wo.)US | Erstveröffentlichung: 1994                                 |
| 1994 | Come On The Icon Is Love                                                         | — | — | — | — | US87 (2 Wo.)US | Erstveröffentlichung: 1994                                 |
| 1995 | I Only Want To Be With You The Icon Is Love                                      | — | — | — | UK36 (2 Wo.)UK | — | Erstveröffentlichung: 1995                                 |
| 2000 | Let the Music Play (Funkstar De Luxe Remixes) –                                  | — | — | CH92 (6 Wo.)CH | UK45 (2 Wo.)UK | — | Erstveröffentlichung: 3. Oktober 2000                      |

Weitere Singles
- 1979: I Love To Sing The Songs I Sing
- 1979: How Did You Know It Was Me?
- 1979: Any Fool Could See (You Are Meant for Me)
- 1979: It Ain’t Love, Babe (Until You Give It)
- 1979: Love Ain’t Easy
- 1980: Sheet Music
- 1980: Love Makin’ Music
- 1980: I Believe in Love
- 1981: Didn’t We Make It Happen, Baby (mit Glodean White)
- 1981: I Want You (mit Glodean White)
- 1981: You’re The Only One for Me (mit Glodean White)
- 1981: Louie Louie
- 1981: Beware
- 1982: Change
- 1982: Passion
- 1983: America
- 1983: Don’t Let Them Blow Your Mind
- 1987: For Your Love (I’ll Do Most Anything)
- 1987: The Right Night
- 1989: Super Lover
- 1989: Follow That and See (Where It Leads Y'All)
- 1990: I Wanna Do It Good to Ya
- 1991: Put Me In Your Mix
- 1991: Dark and Lovely (You Over There) (mit Isaac Hayes)
- 1994: There It Is
- 1999: Staying Power
- 1999: The Longer We Make Love

### Als Gastmusiker
| Jahr | Titel Album                                                 | Höchstplatzierung, Gesamtwochen, AuszeichnungChartplatzierungen (Jahr, Titel, Album, Platzierungen, Wochen, Auszeichnungen, Anmerkungen) | Höchstplatzierung, Gesamtwochen, AuszeichnungChartplatzierungen (Jahr, Titel, Album, Platzierungen, Wochen, Auszeichnungen, Anmerkungen) | Höchstplatzierung, Gesamtwochen, AuszeichnungChartplatzierungen (Jahr, Titel, Album, Platzierungen, Wochen, Auszeichnungen, Anmerkungen) | Höchstplatzierung, Gesamtwochen, AuszeichnungChartplatzierungen (Jahr, Titel, Album, Platzierungen, Wochen, Auszeichnungen, Anmerkungen) | Höchstplatzierung, Gesamtwochen, AuszeichnungChartplatzierungen (Jahr, Titel, Album, Platzierungen, Wochen, Auszeichnungen, Anmerkungen) | Anmerkungen                                                                                                  |
| Jahr | Titel Album                                                 | DE | AT | CH | UK | US | Anmerkungen                                                                                                  |
| ---- | ----------------------------------------------------------- | --- | --- | --- | --- | --- | --- |
| 1990 | The Secret Garden (Sweet Seduction Suite) Back on the Block | — | — | — | UK67 (2 Wo.)UK | — | Erstveröffentlichung: 19. März 1990 Quincy Jones feat. Barry White, Al B. Sure!, El DeBarge und James Ingram |
| 1996 | Slow Jams Q’s Jook Joint                                    | — | — | — | — | US68 (9 Wo.)US | Erstveröffentlichung: April 1996 Quincy Jones feat. Barry White, Babyface und Tamia                          |
| 1996 | In Your Wildest Dreams Wildest Dreams                       | DE32 (13 Wo.)DE | AT2 (13 Wo.)AT | — | UK32 (3 Wo.)UK | — | Erstveröffentlichung: 21. Dezember 1996 Tina Turner feat. Barry White                                        |

## Videoalben
| Jahr | Titel                                 | Höchstplatzierung, Gesamtwochen, AuszeichnungChartplatzierungen (Jahr, Titel, Platzierungen, Wochen, Auszeichnungen, Anmerkungen) | Höchstplatzierung, Gesamtwochen, AuszeichnungChartplatzierungen (Jahr, Titel, Platzierungen, Wochen, Auszeichnungen, Anmerkungen) | Höchstplatzierung, Gesamtwochen, AuszeichnungChartplatzierungen (Jahr, Titel, Platzierungen, Wochen, Auszeichnungen, Anmerkungen) | Höchstplatzierung, Gesamtwochen, AuszeichnungChartplatzierungen (Jahr, Titel, Platzierungen, Wochen, Auszeichnungen, Anmerkungen) | Höchstplatzierung, Gesamtwochen, AuszeichnungChartplatzierungen (Jahr, Titel, Platzierungen, Wochen, Auszeichnungen, Anmerkungen) | Anmerkungen                |
| Jahr | Titel                                 | DE | AT | CH | UK | US | Anmerkungen                |
| ---- | ------------------------------------- | --- | --- | --- | --- | --- | -------------------------- |
| 2005 | Legends in Concert – Larger Than Life | — | — | — | UK6 Gold · (28 Wo.)UK | — | Erstveröffentlichung: 2005 |

## Boxsets
- 1992: Just For You (3 CDs)
- 2003: Unlimited (4 CDs / DVD)
- 2018: The Complete 20th Century Records Singles (1973-1979) (3 CDs)
- 2018: The 20th Century Records Albums (1973-1979) (9 CDs)

## Statistik

### Chartauswertung
|                     | DE    | AT    | CH    | UK     | US     |
| ------------------- | ----- | ----- | ----- | ------ | ------ |
| Nummer-eins-Alben   | DE—DE | AT—AT | CH—CH | UK—UK  | US1US  |
| Top-10-Alben        | DE1DE | AT—AT | CH—CH | UK2UK  | US2US  |
| Alben in den Charts | DE8DE | AT3AT | CH3CH | UK13UK | US20US |

|                       | DE    | AT    | CH    | UK     | US     |
| --------------------- | ----- | ----- | ----- | ------ | ------ |
| Nummer-eins-Singles   | DE—DE | AT—AT | CH—CH | UK1UK  | US1US  |
| Top-10-Singles        | DE1DE | AT2AT | CH1CH | UK5UK  | US6US  |
| Singles in den Charts | DE7DE | AT4AT | CH2CH | UK22UK | US16US |

|                          | DE    | AT    | CH    | UK    | US    |
| ------------------------ | ----- | ----- | ----- | ----- | ----- |
| Nummer-eins-Videoalben   | DE—DE | AT—AT | CH—CH | UK—UK | US—US |
| Top-10-Videoalben        | DE—DE | AT—AT | CH—CH | UK1UK | US—US |
| Videoalben in den Charts | DE—DE | AT—AT | CH—CH | UK1UK | US—US |

### Auszeichnungen für Musikverkäufe
| Silberne Schallplatte - Kroatien - 2005: für das Album The Ultimate Collection Goldene Schallplatte - Argentinien - 2000: für das Album The Ultimate Collection - Belgien - 1995: für das Album All-Time Greatest Hits - Dänemark - 2024: für die Single You’re the First, the Last, My Everything - Frankreich - 1993: für das Album Love Forever - Italien - 2021: für die Single You’re the First, the Last, My Everything - Kanada - 1976: für das Album Barry White’s Greatest Hits - 1995: für das Album The Icon Is Love - 2001: für das Album The Ultimate Collection - Mexiko - 2000: für das Album The Ultimate Collection - Niederlande - 1992: für das Album The Ultimate Collection - Norwegen - 2000: für das Album The Ultimate Collection - Spanien - 2024: für die Single Can’t Get Enough of Your Love, Babe | 2× Goldene Schallplatte - Frankreich - 1987: für das Album The Right Night & Barry White - 1993: für das Album The Collection Platin-Schallplatte - Australien - 2000: für das Album The Ultimate Collection - Belgien - 2005: für das Album The Collection - Italien - 2016: für das Album The Ultimate Collection - Neuseeland - 2023: für die Single Can’t Get Enough of Your Love, Babe - Schweden - 2000: für das Album The Ultimate Collection - Spanien - 2024: für die Single You’re the First, the Last, My Everything 2× Platin-Schallplatte - Belgien - 2008: für das Album The Ultimate Collection - Frankreich - 2000: für das Album The Ultimate Collection | 3× Platin-Schallplatte - Neuseeland - 1999: für das Album All-Time Greatest Hits - 2003: für das Album The Ultimate Collection - Spanien - 2000: für das Album The Ultimate Collection 5× Platin-Schallplatte - Europa - 2010: für das Album The Ultimate Collection |

Anmerkung: Auszeichnungen in Ländern aus den Charttabellen bzw. Chartboxen sind in ebendiesen zu finden.
| Land/RegionAuszeichnungen für Musikverkäufe (Land/Region, Auszeichnungen, Verkäufe, Quellen) | Silber       | Gold       | Platin       | Verkäufe    | Quellen                                                     |
| -------------------------------------------------------------------------------------------- | ------------ | ---------- | ------------ | ----------- | ----------------------------------------------------------- |
| Argentinien (CAPIF)                                                                          | —            | Gold1      | —            | 30.000      | capif.org.ar (Memento vom 6. Juli 2011 im Internet Archive) |
| Australien (ARIA)                                                                            | —            | —          | Platin1      | 70.000      | aria.com.au                                                 |
| Belgien (BRMA)                                                                               | —            | Gold1      | 3× Platin3   | 175.000     | ultratop.be                                                 |
| Dänemark (IFPI)                                                                              | —            | Gold1      | —            | 45.000      | ifpi.dk                                                     |
| Deutschland (BVMI)                                                                           | —            | —          | Platin1      | 300.000     | musikindustrie.de                                           |
| Europa (IFPI)                                                                                | —            | —          | 5× Platin5   | (5.000.000) | ifpi.org (Memento vom 15. Oktober 2013 im Internet Archive) |
| Frankreich (SNEP)                                                                            | —            | 5× Gold5   | 2× Platin2   | 1.100.000   | infodisc.fr                                                 |
| Italien (FIMI)                                                                               | —            | Gold1      | Platin1      | 85.000      | fimi.it                                                     |
| Kanada (MC)                                                                                  | —            | 3× Gold3   | —            | 150.000     | musiccanada.com                                             |
| Kroatien (HDU)                                                                               | Silber1      | —          | —            | 3.000       | hgu.hr                                                      |
| Mexiko (AMPROFON)                                                                            | —            | Gold1      | —            | 75.000      | amprofon.com.mx                                             |
| Neuseeland (RMNZ)                                                                            | —            | —          | 7× Platin7   | 120.000     | radioscope.co.nz                                            |
| Niederlande (NVPI)                                                                           | —            | Gold1      | —            | 50.000      | nvpi.nl                                                     |
| Norwegen (IFPI)                                                                              | —            | Gold1      | —            | 25.000      | ifpi.no (Memento vom 5. November 2012 im Internet Archive)  |
| Schweden (IFPI)                                                                              | —            | —          | Platin1      | 80.000      | sverigetopplistan.se                                        |
| Schweiz (IFPI)                                                                               | —            | 2× Gold2   | —            | 50.000      | hitparade.ch                                                |
| Spanien (Promusicae)                                                                         | —            | Gold1      | 4× Platin4   | 390.000     | elportaldemusica.es                                         |
| Vereinigte Staaten (RIAA)                                                                    | —            | 12× Gold12 | 8× Platin8   | 16.500.000  | riaa.com                                                    |
| Vereinigtes Königreich (BPI)                                                                 | 11× Silber11 | 7× Gold7   | 6× Platin6   | 5.875.000   | bpi.co.uk                                                   |
| Insgesamt                                                                                    | 12× Silber12 | 37× Gold37 | 39× Platin39 |             |                                                             |